# Wesentliche Beteiligung
Wesentliche Beteiligung war bis 2001 ein Begriff des deutschen Steuerrechts.
Nach § 17 Abs. 1 Satz 1 Einkommensteuergesetz gehört zu den Einkünften aus Gewerbebetrieb auch die Veräußerung von Anteilen an einer Kapitalgesellschaft, wenn der Veräußerer innerhalb der letzten fünf Jahre am Kapital der Gesellschaft unmittelbar oder mittelbar mit einem bestimmten Mindestsatz beteiligt war. Bis zum 31. Dezember 1998 betrug diese Mindestbeteiligung 25 %. Danach wurde sie auf 10 % herabgesetzt und ab Veranlagungszeitraum 2002 auf 1 % gesenkt und der Begriff der wesentlichen Beteiligung vom Gesetzgeber aufgegeben.
Die grundsätzliche Systematik der Vorschrift hat sich mit der Senkung der Mindestbeteiligung auf 1 % und Abschaffung des Begriffs der wesentlichen Beteiligung nicht geändert.